# Сапсан
Сапса́н (лат. Falco peregrinus) — хищная птица из семейства соколиных, распространённая на всех континентах, кроме Антарктиды. Размером с серую ворону, выделяется тёмным, аспидно-серым оперением спины, пёстрым светлым брюхом и чёрной верхней частью головы, а также чёрными «усами». В зависимости от размера и особенностей окраски, различают около 17 подвидов этой птицы.
Сапсан является как самой быстрой птицей, так и самым быстрым представителем царства животных вообще. По оценкам специалистов, в стремительном пикирующем полёте он способен развивать скорость свыше 322 км/ч, или 90 м/с. Однако в горизонтальном полете уступает в скорости стрижу. Во время охоты сапсан сидит на присаде либо планирует в небе; обнаружив добычу, он приподнимается над жертвой и стремительно пикирует вниз («делает ставку»), по касательной ударяя её сложенными и прижатыми к туловищу лапами. Удар когтями задних пальцев бывает настолько сильным, что даже у достаточно крупной дичи может отлететь голова.
Объектом охоты этого сокола являются преимущественно среднего размера птицы, как например голуби, скворцы, утки и другие водные и околоводные виды, реже небольшие млекопитающие. Половая зрелость наступает в возрасте двух лет, пары сохраняются в течение всей жизни. Гнездится на скалистых обрывах, вершинах увалов, реже на кочках моховых болот или каменных строениях — крышах и уступах высотных зданий, колокольнях, мостах и т. п.
За всё время наблюдений сапсаны считались редкой птицей. После окончания Второй мировой войны их и без того небольшая численность стала заметно сокращаться, в значительной степени вследствие хозяйственного использования ДДТ и других пестицидов, негативно действовавших на эмбриональное развитие потомства. Только в 1970-х годах благодаря запрету на применение этого ядохимиката, а также внедрению экологических программ, популяция птиц во многих районах мира стала медленно восстанавливаться. Сапсан включён в Красную книгу России как малочисленный вид (II категория), а также в Приложение I к Конвенции СИТЕС, запрещающее торговлю этими птицами во всём мире.

## Описание

### Внешний вид

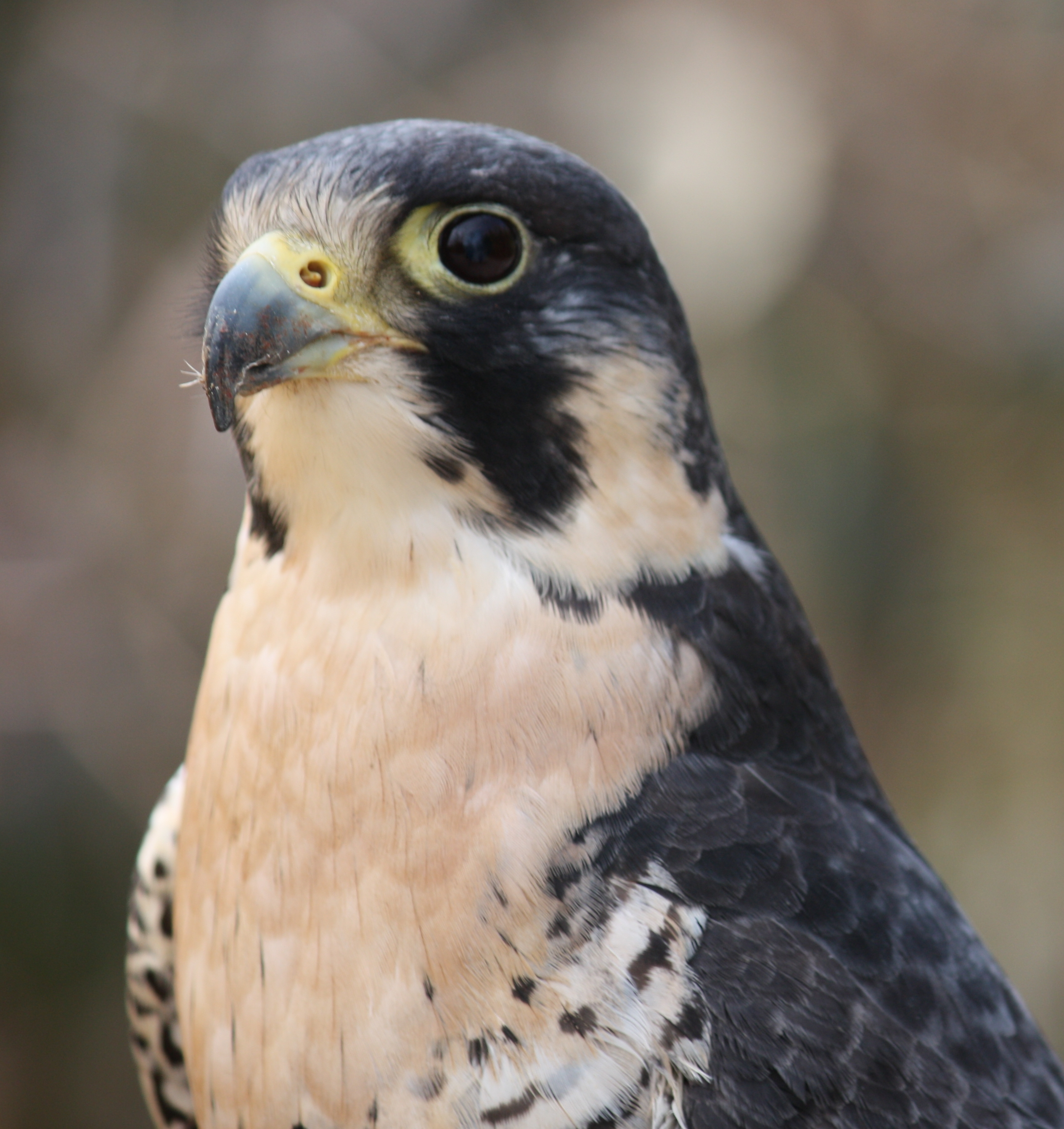
Голова сапсана

Сапсан — крупный сокол: его длина составляет 34—50 см, размах крыльев 80—120 см. Как и у большинства других хищных птиц, самки сапсанов заметно крупнее самцов: они весят в пределах 910—1500 г, тогда как самцы примерно на треть меньше и их масса составляет 440—750 г. В окрасе половой диморфизм не выражен (исключение — редкий подвид F. p. madens), — самцы и самки выглядят одинаково.
Общее телосложение крепкое, характерное для активных хищных птиц — широкая грудь с твёрдыми и выпуклыми мышцами, сильные пальцы с острыми и круто согнутыми когтями, и короткий, серпообразно загнутый клюв. У взрослых птиц верхняя часть туловища, включая узкие заострённые крылья и надхвостье, аспидно-серая, часто с нечёткими тёмными поперечными полосками (см. раздел «Подвиды»). Кончики крыльев чёрные. Брюшная часть обычно светлая; в зависимости от района обитания она может быть серовато-белой, розоватой, рыжеватой либо охристой, с тонкими бурыми или чёрными поперечными пестринами на брюхе, боках и подхвостье. На груди пестрины каплевидные. Хвост относительно длинный, узкий, на конце закруглён. Нижняя часть хвоста чёрная с небольшой белой полоской на конце. Верхняя часть головы и «усы» (участок перьев от угла клюва к горлу) чёрные, нижняя часть и горло контрастно-светлые — белые или рыжеватые. Глаза большие, выпуклые, тёмно-карие, окружены желтоватым кольцом голой кожи. Восковица жёлтая, клюв и ноги чёрные. На конце надклювья имеются зубцы, которыми птицы перекусывают позвоночник на шее своей жертвы. На ноге внутренний палец значительно короче наружного; средний палец длиннее цевки.

Силуэт сапсана в парении и перед пикированием

Оперение молодых птиц заметно менее контрастное — верхняя часть тела бурая с охристого цвета каёмками кроющих, нижняя более светлая и имеет скорее продольные пестрины, нежели чем поперечные полосы у взрослых птиц. Восковица голубовато-серая, ноги жёлтые.

### Голос
Вне сезона размножения обычно молчалив. Вокализация — громкий, резкий и отрывистый крик «кьяк-кьяк-кьяк» или «кееек-кееек-кееек», используемый для общения и привлечения внимания. В случае беспокойства издаёт грубое быстрое «кра-кра-кра». Во время ухаживания самец и самка могут издавать громкие двусложные звуки «ии-чип».

## Систематика

### Эволюция и систематическое положение
Сапсан относится к роду соколов семейства соколиных; его наиболее близкими родственниками считаются кречет (Falco rusticolus), балобан (Falco cherrug), лаггар (Falco jugger), средиземноморский (Falco biarmicus) и мексиканский (Falco mexicanus) соколы, которых часто объединяют в одну группу. Полагают, что эволюционное расхождение всех этих птиц от других представителей рода началось в позднем миоцене либо в раннем плиоцене, примерно 5—8 млн лет назад. Поскольку группа включает в себя виды как Старого, так и Нового Света, то полагают, что вероятнее всего центром расхождения стала Западная Евразия либо Африка. Отношение этой группы к остальным соколам до сих пор до конца не выяснено; одним из факторов, затрудняющим научные исследования, является широко распространённая гибридизация между различными видами. Так например, при разведении в вольерных условиях популярно скрещивание сапсана и средиземноморского сокола — общее потомство обладает характеристиками обоих видов: охотничьим мастерством первого и выносливостью второго.

### Название
Научное название Falco peregrinus было присвоено птице английским орнитологом Мармадюком Танстеллом (Marmaduke Tunstall) — он стал первым учёным, в 1771 году систематически описавшим сапсана в своей работе Ornithologia Britannica. Латинское слово falco, давшее родовое название птицы, является производным от falx («серп») и переводится как «серпообразно загнутый», что связано с формой крыльев сокола во время полёта. Видовое название peregrinus в переводе с латинского буквально означает «странствующий» и относится к распространённости и образу жизни этой птицы. Схожее значение сохранились в названии сапсана в большинстве современных европейских языков: например, англ. peregrine falcon, фр. faucon pèlerin, нем. wanderfalke, итал. falco pellegrino, швед. pilgrimsfalk и т. д.
В русском языке долгое время охотники именно сапсана именовали соколом — в дальнейшем это название получило более широкий смысл и перешло ко всему роду птиц. Само слово «сапсан» в русской литературе появилось только во второй половине XIX века и, согласно некоторым источникам, было заимствовано из калмыцкого языка.

## Распространение

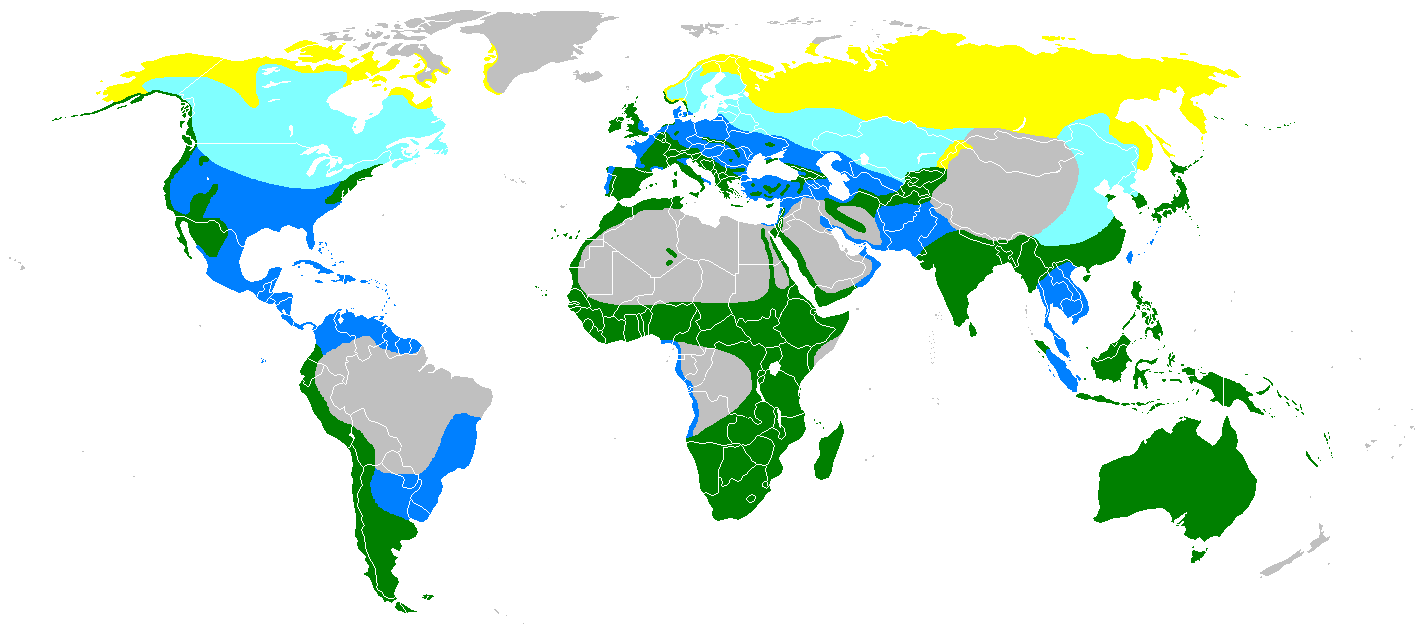
Распространение сапсана в мире:
Места гнездовий
Места зимовок
Круглогодично
Миграции

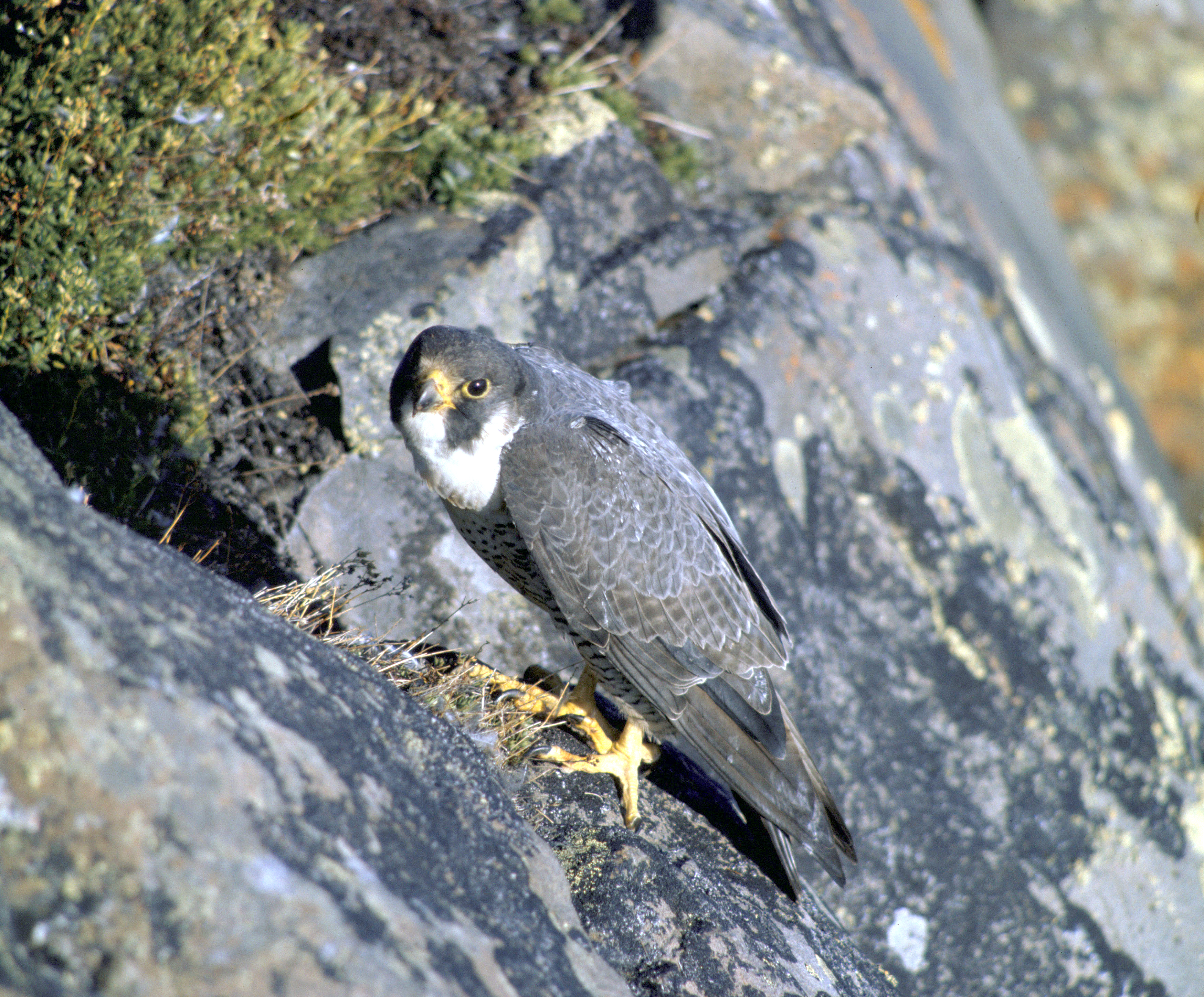
Скалы — излюбленное место гнездовий сапсана

### Ареал
Сапсан является космополитом — он широко распространён на всех континентах (за исключением Антарктиды), а также на многих островах. Будучи неприхотлив к среде обитания, он легко уживается как в холодном климате арктической тундры, достигая 70° с. ш. в Гренландии и 78° с. ш. на Новой Земле, так и в жарких тропиках Африки и Юго-Восточной Азии. В целом, в разное время года его можно увидеть практически повсеместно, за исключением полярных и высокогорных районов, пустынь и большей части влажных тропических лесов. Он также старается избегать обширных открытых пространств, таких как степи Евразии или пампы Южной Америки. В горах встречается на высоте до 4000 м над уровнем моря. Благодаря такому обширному ареалу, сапсан считается наиболее распространённой хищной птицей в мире. Единственным крупным свободным ото льда регионом, где сапсан полностью отсутствует, является Новая Зеландия. Подробное описание распространения сапсана дано в разделе «Подвиды».

### Места обитания
Сапсан обычно выбирает малодоступные для человека места с широким горизонтом; наибольшее предпочтение отдаётся скалистым берегам различных водоёмов — как внутренних, так и внешних. Наибольшей плотности популяции птиц достигают в долинах горных рек, где имеются оптимальные условия для гнездования. В горной местности, как правило, гнездится на скалах; в лесной зоне часто селится вдоль речных обрывов, на обширных моховых болотах либо высоко на деревьях, где занимает старые гнёзда других птиц. Вне зависимости от занимаемой территории, всегда имеет поблизости водно-болотный комплекс площадью не менее 10 км². Избегает участки сплошного тёмного леса, также как и обширные безлесные пространства.
Иногда (в последние годы редко) сапсаны в качестве места обитания выбирают населённые пункты, в том числе и крупные. Например, известно, что в Лосином острове в Москве птицы селились ежегодно в 1927—1941 гг., а также в 1963 г. В городской черте птицы устраивают гнёзда на крышах церквей и других каменных высотных зданий. Так, в начале 1950-х годов имелись сообщения о гнездящихся птицах на Исаакиевском соборе в Ленинграде, а в 1958 и 1966 гг. на высотном здании на Котельнической набережной в Москве. На 2008 год, по словам А. Ахундова, руководителя сектора защиты и восстановления биоразнообразия и мест обитания диких животных при Департаменте природопользования и охраны окружающей среды Москвы, единственная в Москве пара сапсанов гнездится на главном здании МГУ.
C 1997 года на балконе небоскрёба SunTrust Plaza (Атланта, США) выше 50-го этажа живут сапсаны, за жизнью которых в режиме реального времени можно наблюдать с помощью специально установленной там веб-камеры.
За исключением крайних северных популяций, сапсаны обычно ведут оседлый образ жизни, либо в холодное время года перемещаются на незначительное расстояние. При этом достигшие половой зрелости самцы, по мере возможности, держатся вблизи гнездовой территории в течение всего года. В арктическом и субарктическом климате птицы совершают дальние сезонные миграции, при этом часто залетая дальше своих неперелётных соседей. Так, по наблюдениям орнитологов, гнездящиеся в Гренландии сапсаны зимой могут достигать южной оконечности южно-американского континента. На территории Российской Федерации сапсаны не образуют гнездовий только в степном поясе Поволжья и Западной Сибири, однако могут встречаться там в период сезонной миграции.

## Размножение

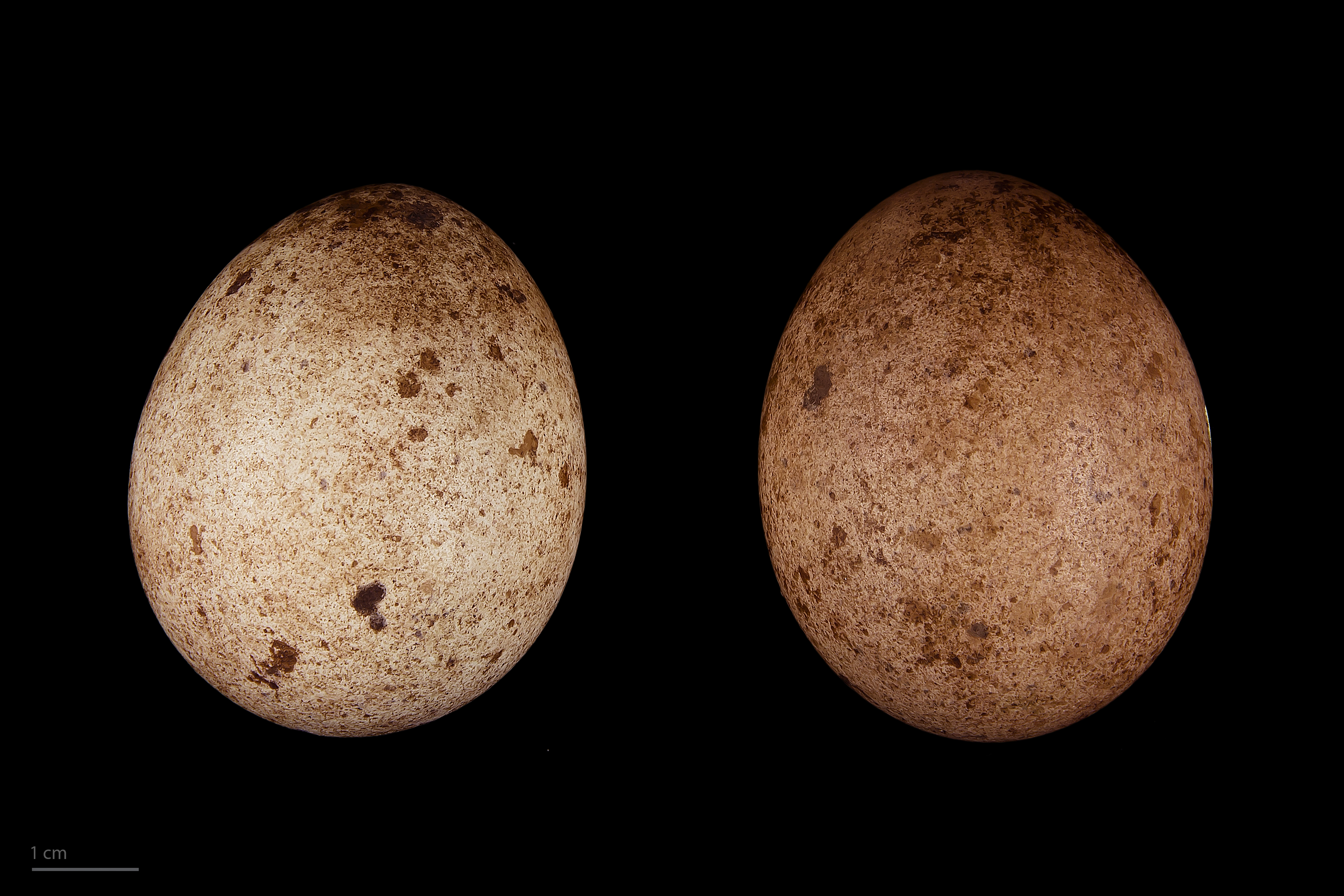
Яйца из коллекции Тулузского музея

Половая зрелость у самцов и самок наступает уже на следующий год после рождения, хотя к размножению птицы, как правило, приступают только в возрасте двух или трёх лет. Сапсаны моногамны; пары сохраняются в течение многих лет. Для данного вида, вне зависимости от образа жизни, также характерна привязанность к определённой гнездовой территории, которая сохраняется у нескольких поколений птиц в течение длительного времени — например, на небольшом острове у берегов Уэльса исследователи зафиксировали каменистый уступ, на котором птицы гнездились постоянно, по крайней мере, с 1243 года. Начало сезона размножения приходится на апрель — июнь; северные популяции, как правило, приступают к размножению позднее. Обычно первым к месту будущего гнезда прибывает самец; подзывая самку, он выполняет различные воздушные пируэты: кружится по спирали, внезапно ныряет или кувыркается. Присевшая на небольшом расстоянии самка указывает на то, что пара наконец сформирована; сидящие рядышком птицы могут внимательно разглядывать друг друга, чистить своему партнёру перья или обгрызать ногти. Кроме того, в процессе ухаживания самец часто кормит самку, на лету передавая ей пойманную им добычу. Принимая пищу от находящегося сверху самца, самка в воздухе переворачивается вверх ногами. В гнездовой период сапсаны очень территориальны и агрессивны по отношению к пришельцам. Расстояние между соседними гнёздами, как правило, превышает 1 км даже в районах с большой плотностью популяций и обычно составляет 2—6 км. Такая территория, включающая в себя и водные пространства, необходима птицам для обеспечения нормальной доступности корма в период размножения. Внутри одной гнездовой территории пара может иметь до семи мест, пригодных для кладки яиц, которые использует попеременно в течение нескольких сезонов.
Сапсаны активно охраняют свою территорию и при вторжении на неё нарушителя способны напасть даже на более крупного пернатого хищника, как, например, орла или ворона. При приближении человека птицы начинают проявлять беспокойство уже на расстоянии 200—300 м от гнезда, подавая тревожные голосовые сигналы. На более близком расстоянии сначала самец, а затем и самка с громким криком кружат над человеком, временами на короткое время присаживаясь поблизости.
Расположение гнезда зависит от окружающего ландшафта, однако в любом случае требует открытого пространства для подлёта и наличие поблизости водоёма. В скалистой местности оно обычно устраивается в каменистой расщелине либо на уступе в верхней части склона на высоте 20-80 м от земли. В тундре предпочтение отдаётся крутым берегам водоёмов либо околоводным каменистым обнажениям. На моховом болоте гнездо может быть расположено прямо на кочке на небольшом возвышении. В некоторых регионах, как например в Австралии либо на северо-западном побережье Северной Америки, гнёзда часто располагаются в больших дуплах деревьев.

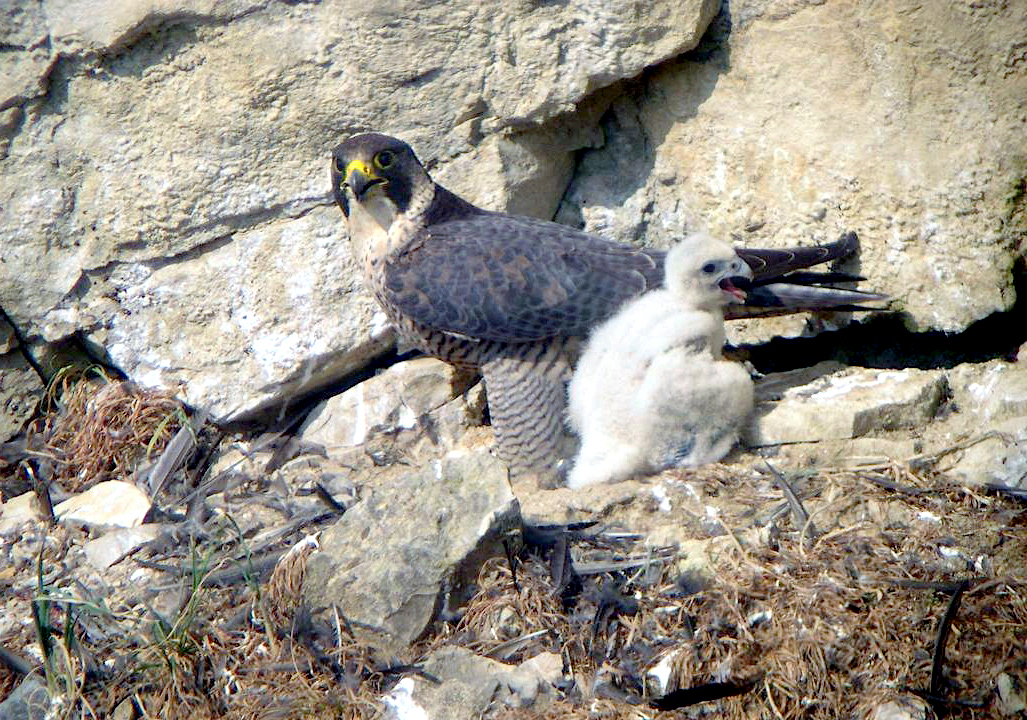
Взрослая птица с подросшим птенцом в гнезде

В редких случаях сапсаны занимают старые гнёзда других хищных птиц на деревьях — ворона, канюка, тетеревятника, коршуна, скопы и др. Наконец, изредка местом для гнезда служат ниши каменных строений в населённых пунктах, напоминающие птицам скалистые уступы — карнизы высоких зданий, мосты, колокольни, заводские трубы и т. д. По возможности выкапывается небольшая лунка в грунте глубиной 1—3 см и диаметром 20—30 см, либо расчищается небольшая площадка. Подстилка как таковая отсутствует, однако при многократном использовании в гнезде могут оставаться кости либо перья. Одной из отличительных особенностей сапсана является большое количество костных останков жертв вокруг гнезда, скапливающихся в течение многих лет, а также обильные следы помёта птенцов.
Яйца откладываются один раз в год, во второй половине апреля — начале мая. В случае, если первоначальная кладка по какой-либо причине утрачена, самка способна отложить яйца повторно. Обычно самка откладывает 3 яйца (реже от двух до пяти), по одному каждые 48 часов. Яйца ярко окрашены — буроватого либо красноватого цвета с более тёмными красновато-бурыми пятнами и крапинами. Размер яиц — (51—52)×(41—42) мм. Период инкубации составляет 33—35 дней; насиживают оба родителя, однако большую часть времени в гнезде находится самка. Вылупившиеся птенцы покрыты грязно-белым пухом, имеют непропорционально большие ноги и в первое время абсолютно беспомощны. Самка обогревает и кормит птенцов, в то время как самец главным образом добывает корм. Кормовая территория в период размножения обычно достигает 19—24 км в радиусе от гнезда. Первый полёт птенцы совершают в возрасте 35—45 дней, однако ещё в течение нескольких недель остаются зависимыми от родителей прежде чем самостоятельно научатся добывать себе корм. В средней полосе России птенцы вылетают из гнезда примерно в конце июня.

## Питание

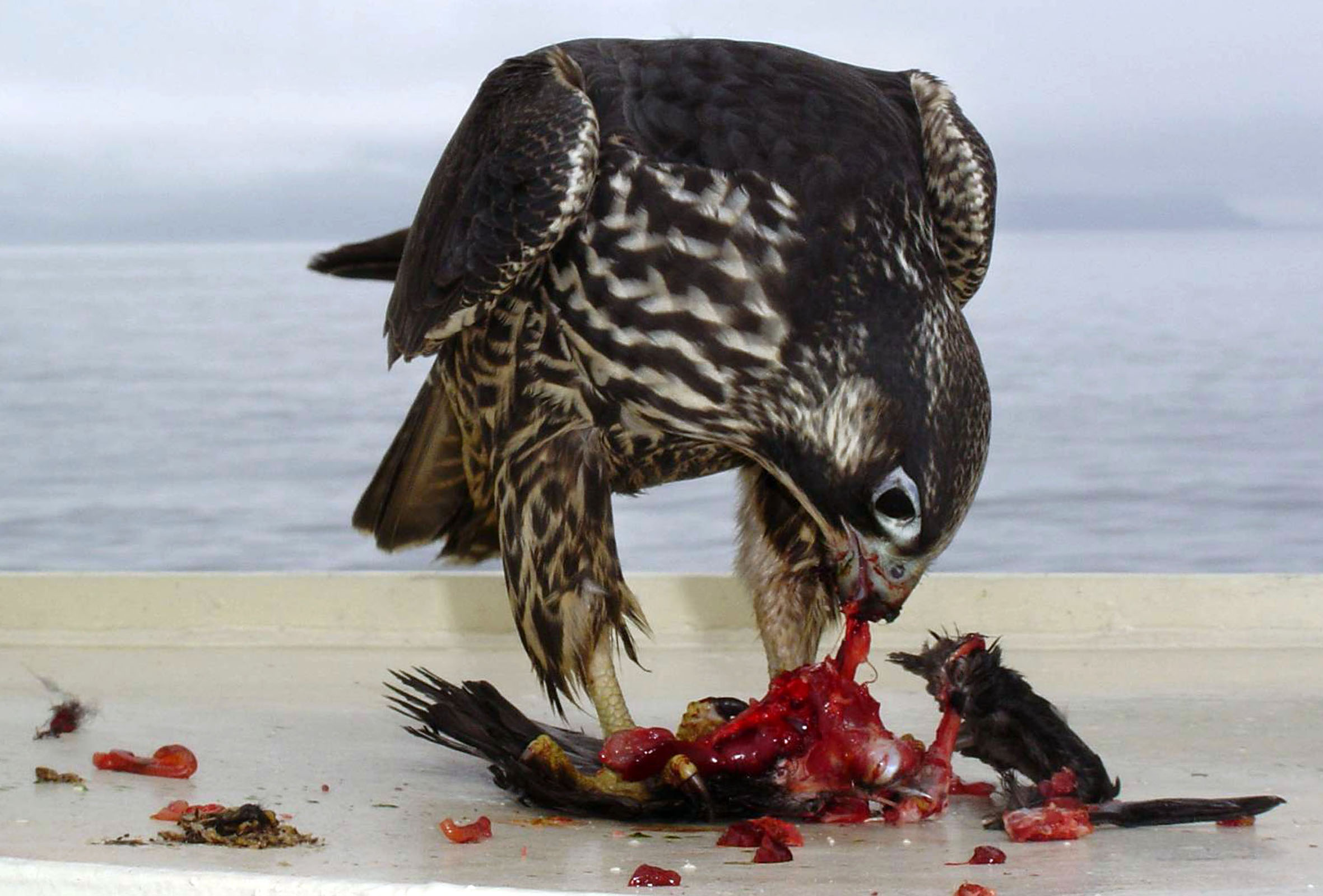
Сапсан, поедающий добычу

Сапсан питается почти исключительно птицами средней и мелкой величины: воробьями, дроздами, скворцами, голубями, утками и пр. В целом, привязанности к определённым видам нет — рацион варьирует в зависимости от доступности в данной местности. Кроме птиц, изредка охотится на некоторых небольших млекопитающих, таких как летучие мыши, белки и зайцы, а также питается земноводными и насекомыми. Сибирский, или тундровый подвид сапсана регулярно охотится также на леммингов, сусликов, зайцев и полёвок, которые составляют иногда до 30 % его рациона. Наибольшую активность птицы проявляют утром и вечером. За очень редким исключением, добыча ловится на лету, на подлёте; при этом птицы часто охотятся парой, по очереди ныряя за жертвой Сапсан выжидает в засаде, сидя на высоком уступе, либо пролетает низко над землёй, вспугивая потенциальную жертву. Заметив в воздухе добычу, он быстро набирает высоту и, сложив крылья, резко ныряет вниз, стремясь лапами задеть её вскользь. По мнению специалистов, во время пикирования скорость птицы может достигать 322 км/ч, или 90 м/с, что позволяет назвать сапсана самым быстрым живым организмом в мире. Удар бывает настолько сильным, что у жертвы может отлететь голова либо распороться туловище по всей его длине. Если удар не особенно силен, то сокол добивает птицу, ломая ей шею клювом (в этом ему помогает крючок на верхней половине клюва). С добытым кормом птицы всегда поднимаются на возвышение, где устраивают себе трапезу. В отличие от многих других хищников, сапсаны оставляют целыми голову, крылья и иногда ноги своей жертвы.

## Сапсан и человек

### Экология и охрана

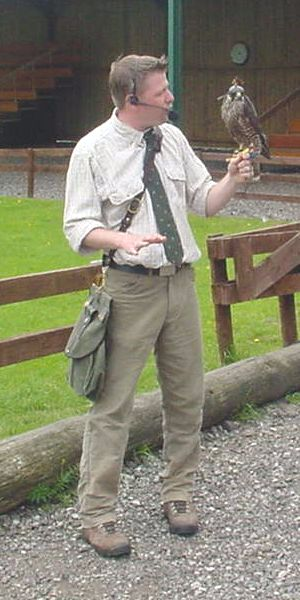
Обучение птицы

Сапсан во все времена оставался редкой птицей, несмотря на свою приспособляемость к различным ландшафтам и климатическим условиям. В настоящее время популяция птиц в целом признаётся стабильной, хотя в отдельных регионах может наблюдаться колебание численности либо исчезновение из былых мест обитания. Серьёзные угрозы сохранения этого вида возникли во второй половине XX века, с началом массового использования хлорорганических пестицидов (в частности, ДДТ) в сельском хозяйстве. Опасные вещества накапливались в организме птиц и препятствовали эмбриональному развитию потомства (резко сократилась вылупляемость птенцов). С конца 1940-х до середины 1960-х только в США сапсаны полностью исчезли в восточной части страны, а на западе их численность упала на 80—90 %. Аналогичная ситуация возникла и в Западной Европе, где на значительной территории они перестали встречаться. Только в 1970-е годы, после законодательного запрета на использование особо опасных ядохимикатов и внедрению экологических программ, популяция сапсанов в мире начала медленно восстанавливаться.
Кроме использования ядохимикатов, неблагоприятными факторами, влияющими на численность, также являются возрастающая конкуренция с соколом-балобаном, недостаток пригодных для гнездовий мест, культурное изменение ландшафтов и браконьерство. Определённое беспокойство могут причинить природные хищники, разрушающие гнёзда, — филины, лисицы, куницы и др. Сапсаны уживаются рядом с жильём человека, однако чувствительны к чрезмерному беспокойству со стороны людей.

### Текущий статус

#### На территорииРоссийской Федерации
Численность сапсана остаётся нестабильной и по оценкам орнитологов не превышает 2—3 тыс. пар. Начиная с первой половины XX века, сапсан исчез из многих привычных мест былого обитания либо сохранился в очень незначительном количестве. В связи с малочисленностью он охраняется Красной книгой России, где сапсану присвоена вторая категория. В 1990 году в заповеднике Галичья Гора создан питомник по разведению этой птицы. В международном масштабе сапсан включён в Приложение 1 Конвенции СИТЕС (запрет на торговлю), Приложение 2 Боннской Конвенции, Приложение 2 Бернской Конвенции, а также охраняется рядом двухсторонних соглашений.

#### На территорииСША
Продолжают селиться в крупных городах, устраивая гнёзда на кафедральных соборах, небоскрёбах, опорах подвесных мостов. В Вирджинии в рамках специальной программы студентам удалось добиться посадки птиц на насест в искусственных гнёздах (67 пар в 2008).

#### На территорииКанадыиГермании
Также разработаны программы по выращиванию молодняка в вольерах с последующим внедрением в условия дикой природы. В период содержания во избежание привыкания контакт птенцов с человеком в значительной степени ограничен — например, искусственное кормление происходит с перчаток в виде головы взрослого сапсана. Подобно американским, птицы постепенно переселяются в города.

#### На территорииВеликобритании
В данный момент происходит восстановление популяции после краха в 1960 гг. Немалый вклад в это внесло королевское общество защиты птиц.

### Соколиная охота
Охота с использованием соколов либо других ловчих птиц была известна ещё в глубокой древности; наиболее раннее документальное свидетельство этому было обнаружено при раскопках ассирийской крепости Дур-Шаррукин, вотчины царя Саргона II (722—705 гг. до н. э.), где на каменном барельефе были изображены два охотника, один из которых запускает птицу в воздух, а второй ловит её. Ещё до нашей эры соколиная охота была хорошо известна у монгольских кочевников, китайских императоров, на Корейском полуострове, в Индокитае, Персии и на Ближнем Востоке.
В странах Западной Европы охота с использованием ловчих птиц оставалась неизвестной либо непопулярной вплоть до III века; по крайней мере, о ней не упоминается ни в римских, ни в древнегреческих источниках, несмотря на то, что начиная с I века н. э. происходила массовая миграция народов Центральной Азии (в частности вследствие завоеваний вождя гуннов Аттилы), в Средиземноморье бурно развивалась торговля, а Александр Македонский совершал походы на Ближний Восток, Персию и Индию. Лишь в 1274 году император Священной Римской империи Фридрих II Гогенштауфен написал трактат «De Arte Venandi cum Avibus» («Искусство охоты с птицами»), в котором описал правила соколиной охоты. В Средние века, несмотря на свою популярность во многих странах Европы, соколиная охота в силу законодательных ограничений оставалась уделом лишь высшего сословья: например, в английском трактате «Book of St. Albans» (1486) утверждается, что содержать сапсана мог только принц либо герцог.
У славянских народов на территории современной России охота приобрела популярность где-то на рубеже VIII—IX вв., предположительно благодаря кочевникам-хазарам, населявшим территорию современного Дагестана и Нижнего Поволжья. В XII веке Князь Олег устраивает у себя на подворье соколиный двор, где занимается разведением птиц для охоты. Расцвета русская соколиная охота достигла при царе Алексее Михайловиче; во времена его царствования более 3000 разных ловчих птиц содержались на потешных дворах в подмосковных сёлах Коломенском и Семёновском. Все птицы были распределены по «статьям»; во главе «статьи» стоял начальный сокольник, в непосредственном ведении которого находилось известное число рядовых сокольников, кречетников и ястребников; доставление сокольников в начальные сопровождалось особой торжественной церемонией, установленной Урядником сокольничья пути.

### Культура

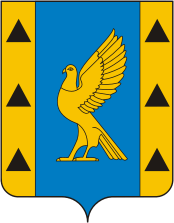
Герб города Кумертау (Башкортостан). В центре — изображение сокола-сапсана

Благодаря своим охотничьим навыкам и возможности их содержания в неволе, соколы оставили след в культуре многих народов мира, однако часто бывает трудно определить, о какой именно птице свидетельствует источник. Так, в Западной Европе первое упоминание о сапсане как об отдельном виде относится только к XV веку, когда вышла в свет английская рукопись «Boke of St. Albans», повествующая о правилах охоты с хищными птицами. В русском языке слово сапсан, предположительно заимствованное из калмыцкого языка, появилось только во второй половине XIX века,, а до этого времени под соколом обычно подразумевали сапсана.
- В египетской мифологии бог неба и солнца Хор изображался в виде человека с головой сокола либо в виде солнечного диска с крыльями сокола[56].
- Образ сокола, символизирующий воина-героя, богатыря, князя, стоящего во главе своей воинской дружины, многократно упоминается в памятнике древнерусской письменности «Слово о полку Игореве»[57]. Как родовой знак многих князей, сокол сохранился на флагах и гербах нескольких российских городов, таких как Суздаль, Сокол, Кумертау и др.
- В 1530 году император Священной Римской империи Карл V при передаче острова Мальты рыцарскому ордену госпитальеров (Мальтийскому ордену) обязал последних ежегодно присылать ему по одному соколу-сапсану в качестве феодальной повинности. Эта история нашла отражение в романе английского писателя Дэшила Хэммета «Мальтийский сокол» (1930). В 1941 году в США по этой книге был снят одноимённый художественный фильм.
- Сокол-сапсан изображён в левой части национального герба острова Мэн. Это изображение напоминает об истории, когда в 1405 году король Англии Генрих IV передал остров в пожизненное владение сэру Джону Стэнли (John Stanley) в обмен на обязательство дарить двух сапсанов во время коронации ему и всем последующим английским монархам. Эта традиция сохранилась вплоть до 1821 года, когда был коронован король Георг IV[58].
- Японское название сапсана «хаябуса» нашло отражение в марке быстроходных мотоциклов компании Suzuki — «Suzuki Hayabusa».
- Хаябуса (Ки-43) — японский истребитель времён Второй мировой войны.
- «Хаябуса» — японский космический аппарат, впервые в мире совершивший посадку на астероид. Аппарат успешно вернулся на Землю в 2010 г.
- Сапсан изображён на памятной 25-центовой монете штата Айдахо, выпущенной Монетным Двором США в 2007 году в серии, посвящённым каждому штату этой страны. Птица является одним из символов этого американского штата[59].
- «Сапсан» (Velaro RUS) — высокоскоростной электропоезд (из семейства электропоездов Velaro производства компании Siemens), приобретённый ОАО «РЖД» для эксплуатации на российских скоростных железных дорогах. Разработан компанией Siemens специально для России[60][61].

Египетский бог Гор с головой сокола.
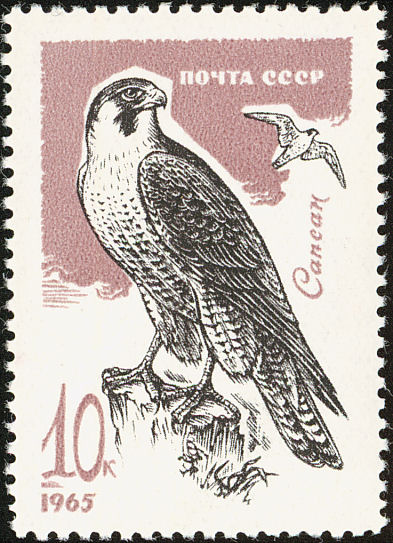
Сапсан на почтовой марке СССР, 1965.
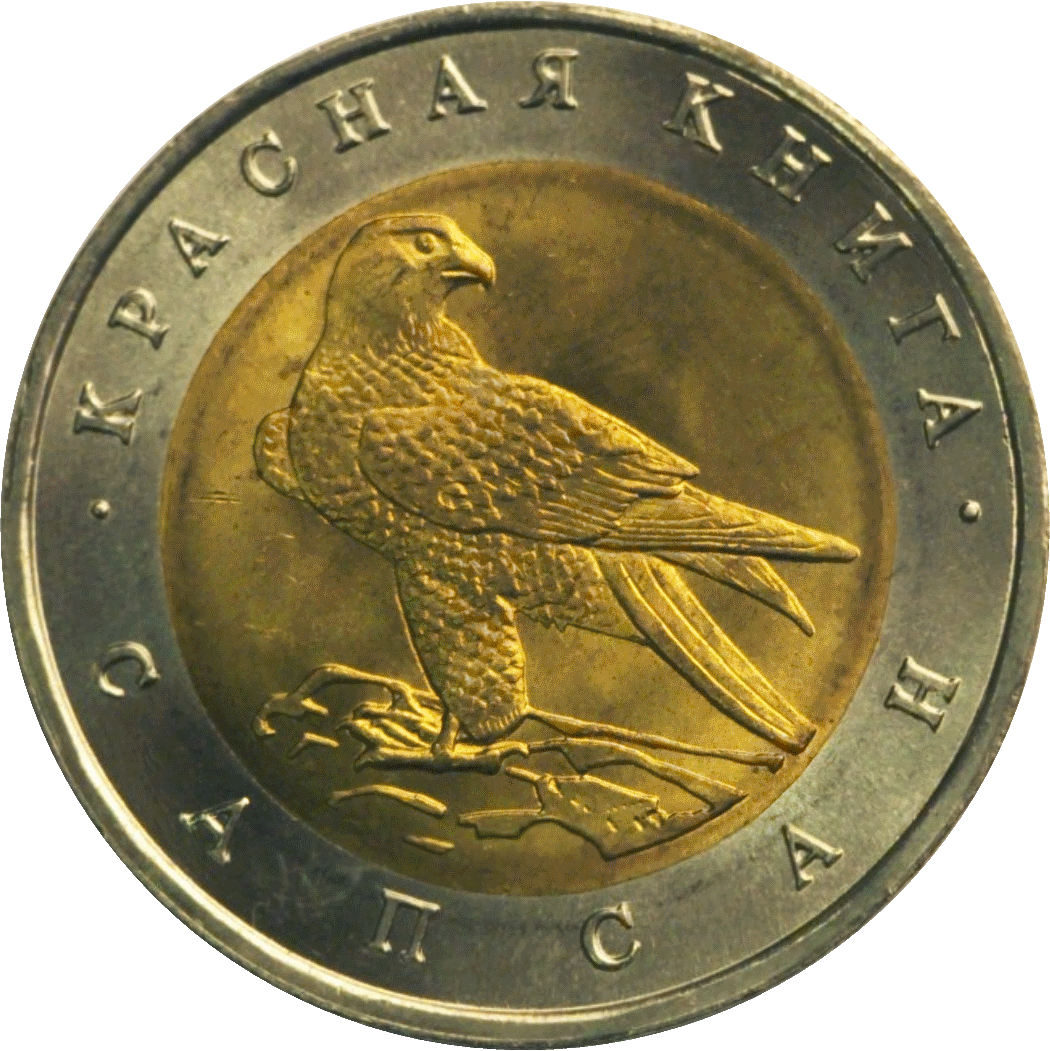
Сапсан на 50-рублёвой монете Банка России, 1992.
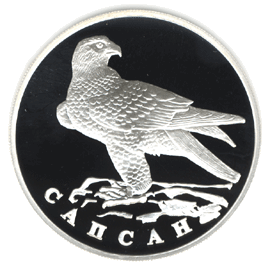
Сапсан на памятной серебряной монете Банка России, 1996[62].
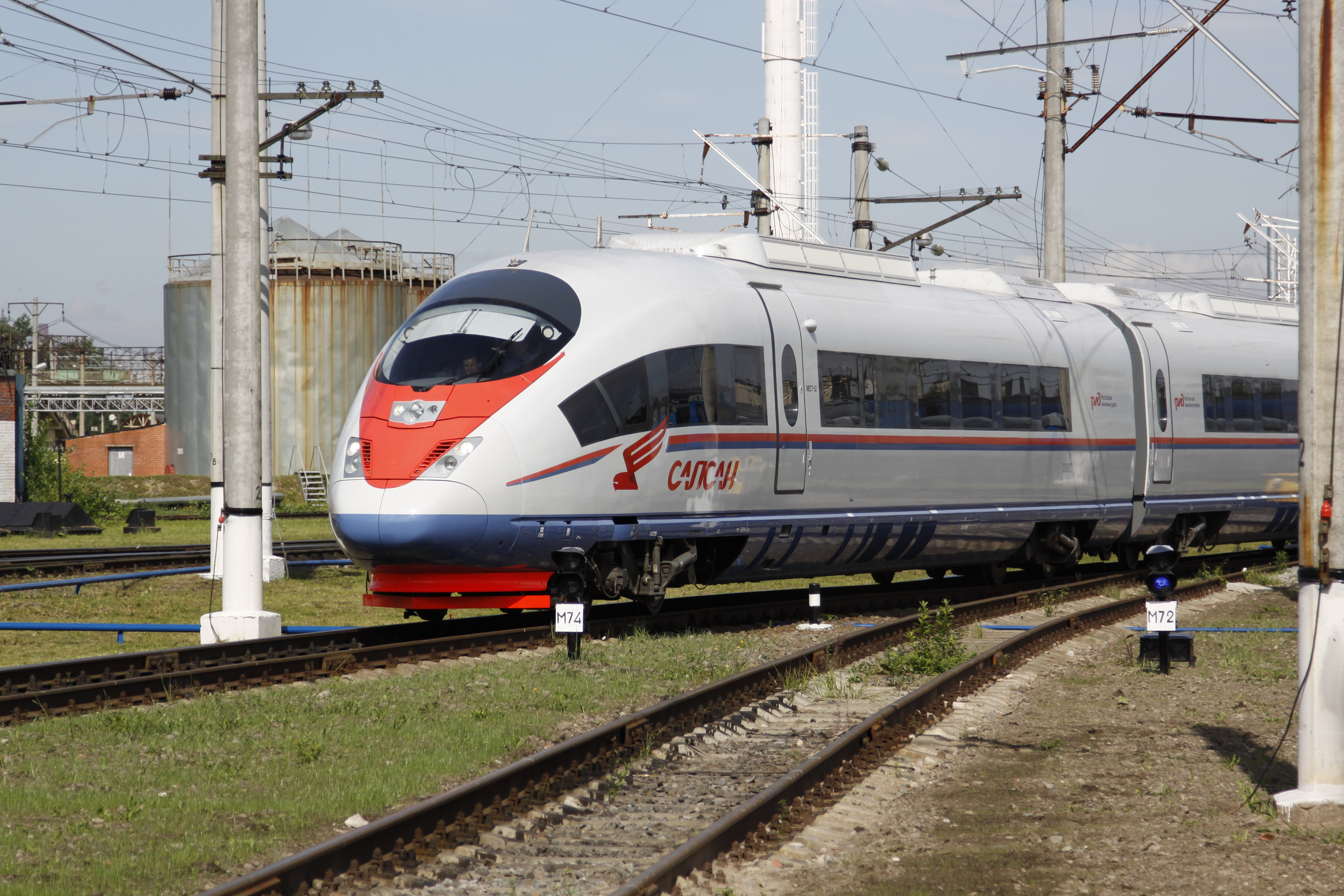
Электропоезд «Сапсан» прибывает в депо.
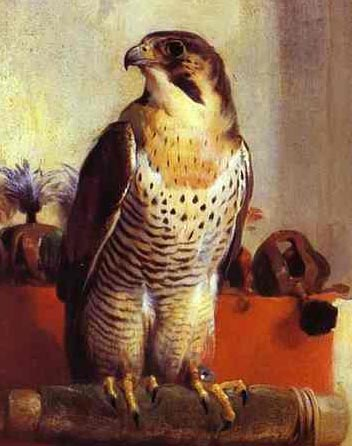
Охотничья птица на картине Эдвина Ландсира

## Подвиды

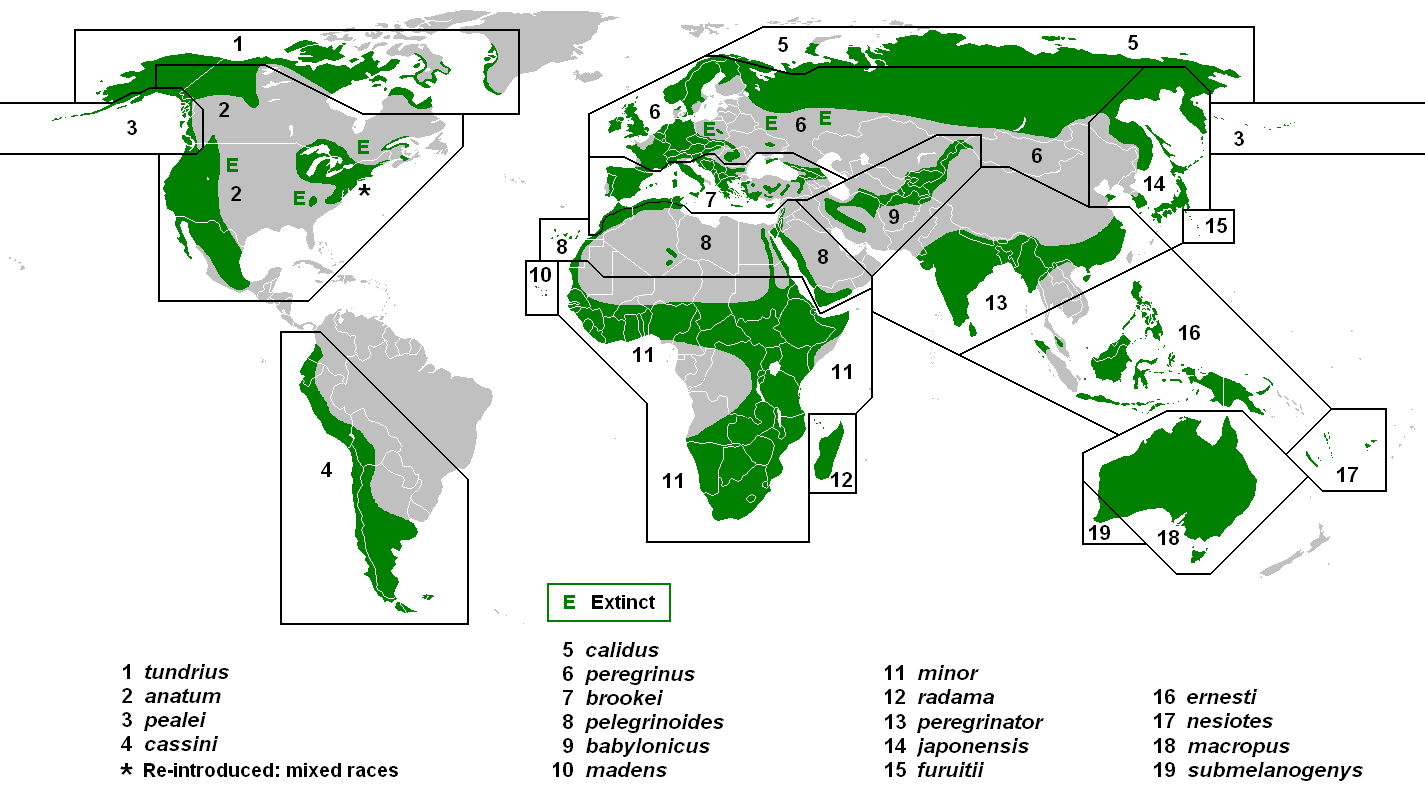
Гнездовой ареал подвидов сапсана

За период наблюдений разными авторами было описано большое количество подвидов сапсана в зависимости от размера и особенностей окраски, однако к настоящему времени лишь некоторые из них признаны большинством специалистов. Один из наиболее полных современных орнитологических каталогов — «Руководство по птицам мира» (англ. Handbook of Birds of the World) — описывает 19 подвидов этой птицы, Международный союз орнитологов — 18 подвидов.
- Номинативный подвид, Falco peregrinus peregrinus Tunstall 1771, гнездится в умеренном поясе Евразии (в том числе, и на территории Российской Федерации) в промежутке между тундрой на севере и границей степной зоны, побережьем Средиземного моря и Пиренейскими горами на юге[64]. На большей части Европы (за исключением Скандинавии и севера Европейской части России) ведёт оседлый образ жизни; на остальной территории большая часть птиц в зимнее время откочевывает к югу. Масса самцов 580—750 г, самок 925—1300 г[13] Включает в себя подвиды brevirostris, germanicus, rhenanus и riphaeus.
- Подвид Falco peregrinus calidus Latham 1790 — тундровый, или белощёкий сокол (ранее описываемый как Falco peregrinus leucogenys) гнездится в Евразии в полосе тундры, включая арктическое побережье, на островах Северного Ледовитого океана и северной части лесной зоны вдоль речных долин. Западная граница ареала ограничена Кольским полуостровом, восточная приблизительно бассейнами рек Яна и Индигирка в Восточной Сибири. Перелётная птица, зимой мигрирует в районы южнее восточного побережья Средиземного моря, Чёрного и Каспийского морей, Средней Азии и достигая районов южнее Сахары. В сравнении с номинативным подвидом имеет более светлую и бледную окраску, особенно в области головы, и отсутствием рыжих тонов. Масса самцов 588—740 г, самок 925—1333 г[13]. Включает в себя подвид caeruleiceps. Ненцы и народы Западной Сибири называют эту птицу «ханавэй», якуты — «мок-сокол», народы Средней Азии — «бахрын» либо «бахарин»[26].

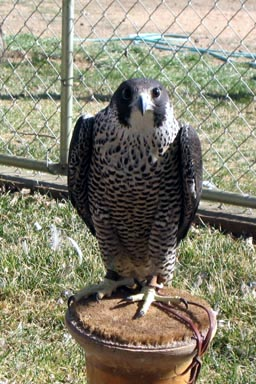
Алеутский сокол (F. p. pealei)

- Подвид Falco peregrinus japonensis Gmelin 1788 (включая kleinschmidti, pleskei и harterti), распространённый на северо-востоке Сибири, Камчатке и Японских островах, по всей видимости, является промежуточной формой между peregrinus и calidus. На побережье Тихого океана это подвид, возможно, смещается другим подвидом pealei. Популяции Дальнего Востока перелётные, на островах оседлые. В гнездовом наряде имеет внешнее сходство с peregrinus, однако молодые птицы заметно более тёмные (темнее, чем anatum).
- Подвид Falco peregrinus brookei Sharpe 1873 иногда называют «мальтийским соколом» благодаря одноимённому роману американского писателя Дэшила Хэммета: когда в 1530 году император Священной Римской империи Карл V передал остров Мальту Мальтийскому ордену, он обязал последних в качестве феодальной повинности ежегодно посылать ему одну охотничью птицу[65]. Область распространения этой птицы — Средиземноморье, Иберийский полуостров, Северо-Западная Африка, Малая Азия, Кавказ и южный берег Крыма[26]. Также включает кавказского сокола F. p. caucasicus и большую часть особей предполагаемой расы punicus (некоторые авторы относят её к pelegrinoides либо считают редко встречающимся гибридом между brookei и pelegrinoides). Оседлый подвид. Меньше номинативного подвида, на брюхе имеет рыжий оттенок[16]. Масса самцов около 445 г, самок до 920 г[12]
- Подвид Falco peregrinus pelegrinoides Temminck 1829 распространён на Канарских островах, в Северной Африке и на Ближнем Востоке вплоть до Месопотамии. Имеет сходство с brookei, однако заметно светлее в верхней части, обладает рыжеватой шеей и песочного цвета брюхом с едва заметными полосами. Меньше номинативного подвида. Масса самок около 610 г[13]. Подвид Falco peregrinus babylonicus P.L. Sclater 1861 водится на востоке Ирана, в горах Гиндукуш, Тяньшане и Алтае. Внешне напоминает некрупного ланнера (Falco biarmicus). Масса самцов 330—400 г, самок 513—765 г[13].
- Подвид Falco peregrinus peregrinator Sundevall 1837 (ранее известный как Falco atriceps и Falco shaheen) — обитатель Южной Азии — Пакистана, Индии, Шри-Ланки и Юго-Восточного Китая. Оседлый подвид. Небольшого размера, более тёмных тонов. Обладает рыжим со светлыми полосами оперением в брюшной части тела. В Шри-Ланке эти птицы предпочитают высокие холмы в центральной части острова, тогда как прилетающие на зиму сапсаны подвида calidus обычно селятся вдоль побережья[66].

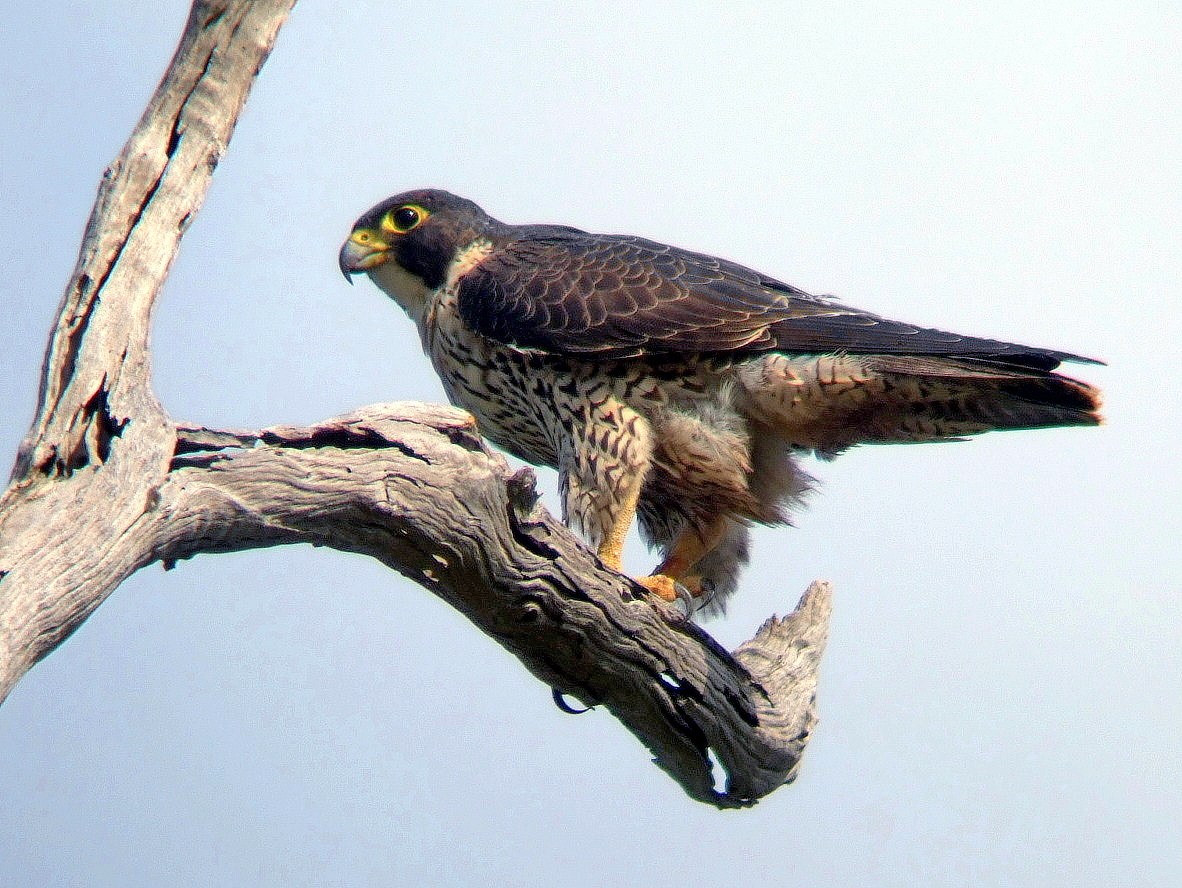
Подвид Falco peregrinus macropus

- Подвид Falco peregrinus madens Ripley & Watson 1963 с Островов Зелёного мыса выделяется от остальных сапсанов тем, что у него выражен половой диморфизм в окрасе: у самцов имеются рыжеватые пестрины на голове, затылке, ушах и спине, и отчётливые розовато-бурые пестрины на брюхе; у самок отчётливо выражен бурый оттенок по всему телу, особенно на голове и затылке[16]. Птицы этого подвида находятся на грани исчезновения — известны лишь 6-8 выживших к настоящему времени пар[12].

- Подвид Falco peregrinus minor Bonaparte 1850 (ранее Falco peregrinus perconfusus)[67] распространён главным образом в Южной Африке, а также фрагментарно на остальной части континента южнее Сахары. Оседлый вид. Отличается небольшими размерами и тёмным оперением. Ареал ещё одного африканского оседлого подвида Falco peregrinus radama Hartlaub 1861 — Мадагаскар и Коморские острова[16].
- Подвид Falco peregrinus macropus Swainson 1837 обитает исключительно в Австралии — на большей части материка, за исключением юго-запада. Ведёт оседлый образ жизни. Внешне напоминает подвид brookei, но в сравнении с ним несколько меньше размером и имеет чёрный участок перьев в районе ушей[16]. Ещё один австралийский подвид — Falco peregrinus submelanogenys Mathews 1912 — обитатель юго-западной части материка.
- Подвид Falco peregrinus ernesti Sharpe 1894 обитает на островах Тихого океана к югу от Индонезии и Филиппин и к северу от Новой Гвинеи и архипелага Бисмарка. Граница гнездовий этой птицы и подвида nesiotes находится под вопросом. Оседлый вид. Выделяется очень тёмными отчётливыми полосами на брюхе и чёрными перьями в районе ушей. Подвид Falco peregrinus furuitii Momiyama 1927 населяет Бонинские острова и Острова Идзу (Япония). Оседлый образ жизни. Очень редкая птица[12]. Оперение тёмное — напоминает pealei, но несколько темнее, особенно на хвосте[16]. Подвид Falco peregrinus nesiotes Mayr 1941 обитает на островах Фиджи, а также возможно на Вануату и в Новой Каледонии. Оседлый вид[68].
- Подвид Falco peregrinus anatum Bonaparte 1838 (ранее был включён в leucogenys), был некогда широко распространён в Северной Америке от тундры на севере до пустынь на юге, однако в настоящее время обитает лишь в районе Скалистых гор на западе материка. Орнитологи пытаются восстановить былую численность и расширить ареал этой птицы, реинтродуцировав её в другие районы континента[64] Большинство достигших половой зрелости сапсанов, за исключением северной популяции, оседлы. Случайные залёты в Западную Европу, по всей видимости, совершаются более северным и исключительно перелётным подвидом tundrius. Falco peregrinus anatum внешне напоминает номинативный подвид, однако немного меньше его размером. Взрослые птицы в целом более светлые и в брюшной части менее пёстрые, а молодые напротив более тёмные и имеют ярко выраженную полосатость. Масса самцов 500—570 г, самок 900—960 г[12].
- Подвид Falco peregrinus pealei Ridgway 1873 — Алеутский, или чёрный сокол — встречается на тихоокеанском побережье Северной Америки — в Британской Колумбии к северу от залива Пьюджет-Саунд, островах Королевы Шарлотты, вдоль залива Аляска, Алеутские острова и российское побережье Берингова моря[64]. Возможно, его также можно обнаружить на Камчатке и Курильских островах. Немигрирующая птица. Это самый крупный подвид; внешне он напоминает очень крупного и более тёмного tundrius, либо крупного anatum с ярко выраженными полосами на брюхе. Клюв очень широкий[69]. У молодых птиц верхняя часть головы изредка может быть светлой.
- Подвид Falco peregrinus tundrius White 1968 (ранее включённый в leucogenys) обитает в арктической тундре Северной Америки и в Гренландии. Перелётная птица, в зимнее время перемещается в Центральную и Южную Америку[69]. Известны случаи залёта этой птицы в Западную Европу. В сравнении с anatum меньше размером и более светлый. У большинства птиц лоб район ушей чисто-белые, тогда как верхняя часть головы и «усы» контрастно-тёмные[69]. Молодые птицы по сравнению с calidus скорее бурые, чем серые, а в отличие от anatum более светлые, иногда почти песочного цвета.
- Подвид Falco peregrinus cassini Sharpe 1873 обитает в Южной Америке — Эквадоре, Боливии, Перу, Аргентине, Чили вплоть до Огненной Земли и на Фолклендских островах[16]. Включает в себя также kreyenborgi — обесцвеченную форму (leucism — явление частичного либо полного отсутствия пигментации, однако в отличие от альбиносов не затрагивающего глаза), обитающую на южной оконечности материка и долгое время считавшуюся вымершим видом[70]. Имеет сходство с peregrinus, но несколько меньше и имеет участок чёрных перьев на ушах. Форма kreyenborgi имеет серую верхнюю часть тела, слабую полосатость в нижней и оперение головы, как у балобана, за исключением белого пятна в районе ушей[70].